# ヴラダン・コヴァチェヴィッチ
ヴラダン・コヴァチェヴィッチ（セルビア語: Владан Ковачевић, ラテン文字転写: Vladan Kovačević、1998年4月11日-）は、ボスニア・ヘルツェゴビナ・バニャ・ルカ出身のサッカー選手。ノリッジ・シティFC所属。ポジションはゴールキーパー。

## クラブ経歴

### FKスロボダ・ムルコニチ・グラード
2018年2月、FKサラエヴォからFKスロボダ・ムルコニチ・グラードにレンタル移籍した。

### FKサラエヴォ
2018年8月、FKサラエヴォと5年契約を締結しトップチームに昇格した。プレミイェル・リーガで2度の優勝を経験した。

### ラクフ・チェンストホヴァ
2021年6月、ラクフ・チェンストホヴァに移籍した。2022年のポーランド・カップと2023年のエクストラクラサで優勝を経験し、2年連続でリーグ最優秀GK賞の個人タイトルも獲得した。

### スポルティングCP
2024年6月5日、スポルティング・クルーベ・デ・ポルトゥガルに移籍した。
2025年2月から半年間ポーランドのレギア・ワルシャワに期限付き移籍すると、6月にノリッジ・シティFCに4年契約で加入。ラクフでロッカールームを共有したアンテ・クルナッツと再会した。

## 代表経歴
ユースでは21歳以下のボスニア・ヘルツェゴビナ代表としてプレー。シニアレベルでは、2019年5月のEURO 2020予選のフィンランド戦およびイタリア戦に向けて、ボスニア・ヘルツェゴビナのA代表に初招集されたが、デビューは果たさなかった。2023年2月、コヴァチェヴィッチはセルビア代表からの招集を受け入れ、6月にデビューすることが期待されていた。しかし、FIFAの代表資格に関する規定により、コヴァチェヴィッチはボスニア・ヘルツェゴビナ代表としてのみプレー可能であったためセルビア代表デビューが実現することはなかった。

## タイトル
クラブ
FKサラエヴォ
- プレミイェル・リーガ : 2回（2018-19, 2019-20）
- ボスニア・ヘルツェゴビナカップ : 2回（2018-19, 2020-21）

ラクフ・チェンストホヴァ
- エクストラクラサ : 1回（2022-23）
- ポーランド・カップ : 1回（2021-22）
- ポーランド・スーパーカップ（英語版） : 2回（2021, 2022）

レギア・ワルシャワ
- ポーランド・カップ : 1回（2024-25）

スポルティングCP
- プリメイラ・リーガ : 1回（2024-25）

個人
- エクストラクラサシーズン最優秀GK : 2回（2021-22, 2022-23）